# Corallus ruschenbergerii
Corallus ruschenbergerii là một loài trăn không có nọc độc được tìm thấy ở Trung Mỹ và bắc Nam Mỹ. Loài này hiện không có phân loài được công nhận.